# Herman Melville
Herman Melville (New York, 1 augustus 1819 – aldaar, 28 september 1891) was een Amerikaans schrijver van romans, novellen, en gedichten. Zijn bekendste werken zijn de romans Typee (1846) en Moby-Dick (1851) en de novellen Bartleby, the Scrivener (1853) en Benito Cereno (1855). In zijn tijd waren Zuidzeeavonturen een populair literair genre in de Verenigde Staten, maar bij zijn dood was hij alweer vrijwel vergeten.

## Levensloop
Van moederszijde kwam Melville voort uit het geslacht Gansevoort, een belangrijke Nederlands-Amerikaanse familie. Melville werd geboren in New York als derde kind van een importeur en handelaar, Allan Melvill (zonder "e"), die bankroet en krankzinnig stierf in 1832. Herman Melville stopte na de dood van zijn vader in 1832 abrupt met zijn formele onderwijs, kort nadat faillissement de familie in financiële problemen bracht.
Melville was verplicht om (tot 1836) verschillende banen aan te nemen in Albany en in de buurt van Pittsfield, Massachusetts. Hij was even schoolmeester voordat hij in 1839 naar zee ging. Deze reis als matroos op een koopvaardijschip naar Liverpool werd de basis voor zijn vierde boek Redburn (1849).
Eind december 1840 monsterde hij aan op de Acushnet voor zijn eerste reis op de walvisvaart, maar hij deserteerde achttien maanden later op de Marquesaseilanden. Zijn eerste boek, Typee (1846), werd, ondanks dat Tommo een fictief hoofdpersonage is, ontvangen als een betrouwbaar verslag van zijn leven onder de inheemse bevolking daar en was zo succesvol, dat hij een vervolg schreef, Omoo (1847). In feite gaat het om fictie en zijn tal van elementen aan andere reisverslagen ontleend. Zo staat vast dat Melville hooguit een maand op de Marquesas verbleef en geen half jaar zoals het boek wil.
Datzelfde jaar trouwde Melville met Elizabeth Knapp Shaw; hun vier kinderen werden tussen 1849 en 1855 geboren.
In augustus 1850 verhuisde Melville met zijn gezin naar een boerderij in de buurt van Pittsfield, Massachusetts. Daar had hij met Nathaniel Hawthorne een diepgaande maar kortdurende vriendschap.
De publicatie van Moby Dick in 1851 kreeg gemengde kritieken en was ook geen commercieel succes. Minder dan een jaar later, na de koele ontvangst van zijn werk Pierre, leek Melvilles literaire carrière tot een einde te zijn gekomen. De volgende jaren ging hij korte verhalen schrijven voor tijdschriften, waarvan Bartleby, the Scrivener, over een klerk in Wall Street, en Benito Cereno, over de opstand op een Spaans slavenschip, tot de klassieke Amerikaanse literatuur behoren. Nadat het als feuilleton uitgegeven Israël Potter in 1855 als boek was uitgegeven, werden de korte verhalen in 1856 als The Piazza Tales gebundeld.
In 1857 maakte Melville reizen naar Engeland en het Midden-Oosten. Twintig jaar later verwerkte hij zijn reiservaringen door Egypte en Palestina in het heldendicht Clarel: A poem and Pilgrimage in the Holy Land (1876). In 1857 publiceerde hij The Confidence-Man, zijn laatste prozastuk.
Na verzekerd te zijn van een baan als douaneambtenaar, verhuisde hij in 1863 naar New York. Daar begon hij met het schrijven van poëzie en publiceerde hij zijn dichterlijke kijk op morele vraagstukken van de Burgeroorlog in Battle-Pieces and Aspects of the War (1866).
In 1867 stierf zijn oudste zoon Malcolm door een zelf toegebrachte kogelwond. In 1886 ging Melville als douaneambtenaar met pensioen en publiceerde op eigen kosten twee bundels poëzie. Aan het eind van zijn leven keerde hij terug naar proza en schreef Billy Budd, Sailor. Onvoltooid door zijn dood, werd het uiteindelijk in 1924 uitgegeven. Het werd bewerkt voor een toneelstuk op Broadway, in 1951 als opera in Engeland en tien jaar later als film.
Melville overleed in 1891 aan de gevolgen van hartverwijding, waardoor de hernieuwde belangstelling voor zijn werken werd afgeremd.

## Herwaardering en erkenning
De herdenking in 1919 van zijn honderdste geboortedag was tevens het begin van de literaire ‘Melville Wedergeboorte’, toen literatuurwetenschappers zijn werken herontdekten en deze classificeerden als wereldliteratuur.
In de jaren twintig werd zijn langste roman Moby Dick or The Whale herontdekt, evenals Billy Budd. Juist Moby Dick uit 1851 had tijdens zijn leven het begin gemarkeerd van de afname van zijn populariteit. Tegenwoordig wordt Melville beschouwd als een van de belangrijke figuren uit de Amerikaanse literatuur. Moby Dick is sinds 1926 al zeker vijf keer verfilmd of voor televisie bewerkt.

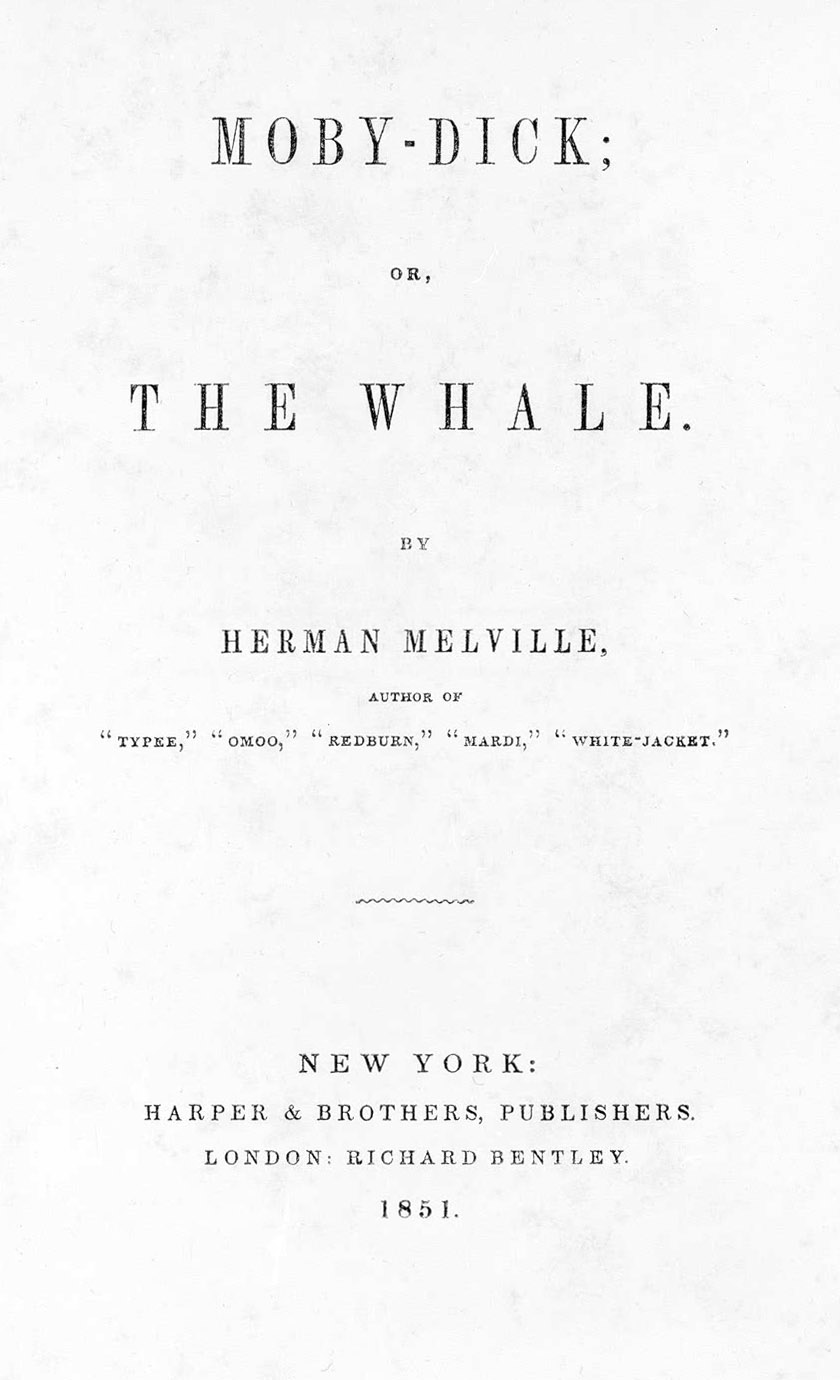
Titelpagina van de eerste editie van Moby-Dick, 1851

## Schrijfstijl
Melvilles schrijfstijl vertoont over een tiental jaren, van zijn debuut in 1846 tot en met zijn laatste roman uit 1857, een grote ontwikkeling en variatie. De eerste boeken zijn levendig vertelde avonturenboeken over de Zuidzee. Toch is ook het debuut, Typee, al een voldragen literair werk dat al veel van Melvilles schrijftechniek bevat. Het gaat dan met name om het assimileren van geschreven bronnen. Werd Typee aanvankelijk voor een min of meer betrouwbaar autobiografisch avontuur aangezien, in de loop der decennia hebben onderzoekers steeds meer gebruikte bronnen ontdekt en zijn tot de conclusie gekomen dat de duur van Melvilles eigen verblijf op het eiland beduidend korter was dan van zijn hoofdpersoon Tommo.
Typerend zijn ook de uitbundige verwijzingen en echo's van andere geschreven bronnen. Als de drie belangrijkste invloeden op Melvilles schriftuur worden gezien, in volgorde: de Bijbel, Shakespeare, en Milton. Moby Dick kent een barokke, complexe stijl. Melvilles intense lectuur van Shakespeare, vanaf 1849, vond juist plaats in de periode van de grootste ontwikkeling van zijn scheppende vermogens. Shakespeariaans aan Melville is ook zijn humor, die zich uitstrekt van grappige zinswendingen en gevatte oneliners tot komische scènes.
De veertien korte verhalen en schetsen voor tijdschriften, alle uit de periode 1853-1856, laten een subtiele, uitgekiende verteltechniek zien die vaak een misleidende opzet kent. De vertelinstantie van Benito Cereno (1855) volgt het perspectief van de Amerikaanse kapitein Amasa Delano, die in 1799 het Spaanse slavenschip San Dominick bezoekt waarvan Don Benito Cereno de kapitein is. Een storm heeft veel van haar bemanning het leven gekost, legt Don Benito aan zijn collega uit. Hoe de situatie aan boord werkelijk is, blijft tot de ontknoping net zo'n mysterie voor de lezer als voor Delano zelf. Dit anti-slavernij verhaal is gebaseerd op een hoofdstuk van het boek van de historische Amaso Delano. De verteller van Bartleby, the Scrivener is een jurist te Wall Street die zijn verhaal in een juridische stijl doet.

### Romans
- Typee: A Peep at Polynesian Life (1846)
- Omoo: A Narrative of Adventures in the South Seas (1847)
- Mardi: And a Voyage Thither (1849)
- Redburn: His First Voyage (1849)
- White-Jacket: or, The World in a Man-of-War (1850)
- Moby-Dick; or, the Whale (1851)
- Pierre: or, The Ambiguities (1852)
- Israel Potter: His Fifty Years of Exile (1855)
- The Confidence-Man: His Masquerade (1857)
- Billy Budd, Sailor: An Inside Narrative (1924)

### Korte verhalen
- The Piazza Tales (1856)
  - The Piazza
  - Bartleby the Scrivener
  - Benito Cereno
  - The Lightning-Rod Man
  - The Encantadas, or Enchanted Isles
  - The Bell-Tower

### Gedichten
- Battle Pieces: And Aspects of the War (1866)
- Clarel: A Poem and Pilgrimage in the Holy Land (1876)
- John Marr and Other Sailors (1888)
- Timoleon (1891)

### Vertalingen
- Typee:
  - Lotgevallen van twee matrozen, gedurende hun verblijf op een der Markiezeneilanden[a][b], Haarlem: De Erven F. Bohn, 1847 (2 delen). Vertaling van Typee or, a narrative of a four month's residence among the natives of a valley of the Marquesas Islands. (1847). Vertaler onbekend.
  - Typee, met houtsneden van Rein Snapper, Amsterdam: C. de Boer 1949 (Bibliotheek der zeven zeeën). Vertaling van: Typee, 1846. Vertaald door A.P.A. Willeboordse.
  - Typee, Amsterdam/Antwerpen: Atlas, 1997. Vertaling van: Typee, a peep at Polynesian life, 1846. Vertaald door Paul van der Lecq.
- Redburn:
  - Redburn, Haarlem: De Boer Maritiem, 1980 (Bibliotheek der zeven zeeën). Vertaald door Richard Bouwman.
- White-Jacket:
  - Witjak of De wereld op een oorlogsschip, Weesp: Villa, [1984]. Vertaald en van aantekeningen voorzien door Hans Werner.
- Moby Dick:
  - Moby Dick, of de witte walvisch, Amsterdam: Querido 1929. Vertaald door J.W.F. Werumeus Buning. Heruitgave in 1954.
  - Moby Dick, met 24 illustraties door René de Pauw, Antwerpen: Helicon, [1945]. Vertaler onbekend.
  - Moby Dick, Amsterdam: L.J. Veen, 1961, (Amstelboeken, nr. 60/61). Vertaling door Emy Giphart (= Elizabeth Lena van Delden-Giphart).
  - Moby Dick of De witte walvis, geïllustreerd door Eberhard Binder, ’s-Gravenhage: Nederlandse Boekenclub, 1970. Vertaald uit het Duits en bewerkt door P.A. Zandstra.
  - Moby Dick of De walvis, Utrecht [etc.]: Het Spectrum, 1979 (Klassieken). Vertaald door S. Westerdijk.
  - Moby Dick, of De walvis, Bussum: Van Holkema & Warendorf; Antwerpen: Standaard, [1981]. Vertaald door Helen Knopper.
  - Moby Dick, Amsterdam: Athenaeum-Polak & Van Gennep, 2008 (Perpetua reeks). Vertaling en nawoord door Barber van de Pol.
- The Confidence-Man:
  - De maskerade, Amsterdam: Athenaeum-Polak & Van Gennep, 1997 (Grote bellettrie serie). Vertaald door Anneke Brassinga.
- Piazza Tales:
  - Benito Cereno, Amsterdam: Wereldbibliotheek, 1950 (De wereld-boog, nr. 10). Vertaald door Johan M. Palm. (Bevat uitsluitend dit verhaal.)
  - De betoverde eilanden. Gevolgd door Bartleby, Amsterdam [etc.]: Wereldbibliotheek, 1958 (Wereldboog, nr. 110). Vertaald door Johan M. Palm. (Bevat alleen vertalingen van The Encantados or Enchanted Islands en Bartleby.)
  - Benito Cereno en andere verhalen, Utrecht: Het Spectrum, 1977 (Prisma-boeken ; 1771). Vertaald door Jean A. Schalekamp. (Vertaling van de volledige verhalenbundel.)
  - Bartleby, in: Nathaniel Hawthorne e.a., Vijf Amerikaanse novellen, Het Spectrum, 1985 (Prisma Klassieken). Vertaald door Hans Werner.
  - Bartleby, een verhaal van Wall Street = Bartleby, a story of Wall Street, Groningen: BoekWerk, 1989. Vertaald door Auke Leistra. (Tweetalige uitgave.)
  - De klerk Bartleby: een verhaal van Wall Street, illustraties van Charlotte Schrameijer, Amsterdam: Athenaeum-Polak & Van Gennep, 2016. Vertaling en nawoord door Rosalien van Witsen.
- Billy Budd:
  - Billy Budd, voormarsgast. Wat hem overkwam in het jaar van de grote muiterij, Amsterdam: Wereldbibliotheek, 1950. Vertaald door Johan M. Palm. Heruitgaven: Amsterdam: Veen, 1963 (Amstelboeken, nr. 98) en Amsterdam: Wereldbibliotheek, 2006.

## Trivia
- Herman Melvilles achter-achterneef Richard Melville Hall is beter bekend als Moby.

- Bibsys: 90072387
- Biblioteca Nacional de Chile: 000036660
- Biblioteca Nacional de España: XX901155
- Bibliothèque nationale de France: cb11915517c (data)
- Catàleg d'autoritats de noms i títols de Catalunya: 981058513919506706
- CiNii: DA00299969
- Digitale Bibliotheek voor de Nederlandse Letteren: melv004
- Gemeinsame Normdatei: 118580604
- International Standard Name Identifier: 0000 0001 2125 135X
- Library of Congress Control Number: n79006936
- Nationale Bibliotheek van Letland: 000004013
- MusicBrainz: 3db5e88d-ea25-4344-a9fd-cefb1ae64630
- National Archives and Records Administration: 10580574
- Bibliotheek van het Japanse parlement: 00449737
- Nationale Bibliotheek van Tsjechië: jn19990005592
- Nationale bibliotheek van Australië: 35346268
- Nationale Bibliotheek van Israël: 987007265382705171
- Nationale Bibliotheek van Polen: a0000001195948
- Nationale en Universitaire bibliotheek Zagreb: 000051703
- Nederlandse Thesaurus van Auteursnamen: 068404484
- Réseau des bibliothèques de Suisse occidentale: 02-A003582653
- Istituto Centrale per il Catalogo Unico: CFIV013030
- LIBRIS: 208279
- SNAC: w6c648vb
- Système universitaire de documentation: 027329437
- Trove: 920163
- Union List of Artist Names: 500236778
- Virtual International Authority File: 27068555
- WorldCat: E39PBJyWTFdbHmrwM7QCYfRtKd